# Diego Rivera
Diego María de la Concepción Juan Nepomuceno Estanislao de la Rivera y Barrientos Acosta y Rodríguez, poznatiji kao samo Diego Rivera (Guanajuato, 8. prosinca 1886. - Ciudad de México, 24. studenog 1957.), bio je meksički slikar, aktivni komunist i suprug Fride Kahlo (1929. – 39. i 1940. – 54.). Diego Rivera je uveo moderno slikarstvo u Meksiko. Poznat je po svojim izvrsnim ranim slikama u ranom kubističkom stilu, te po svojim nezamjenjivim muralima (zidnim slikama) s političkim motivima koje će u svojoj kasnijoj fazi izrađivati uglavnom u Meksiku i u SADu. Prepoznaje se kao jedan od osnivača "meksičkog muralizma", škole slikarstva koja je kombinirala staru meksičku slikarsku tradiciju s modernim europskim stilovima.

## Život i djelo
Diego Rivera je rođen u gradu Guanajuatu, u dobrostojećoj obitelji plemićkih korijena. Njegova majka je bila potomak Židova koji su bili primorani na pokrštenje (converso). Činjenica koju je Rivera isticao kao bitan element njegove biografije. Već od desete godine Rivera studira na Akademiji likovnih umjetnosti San Carlos u gradu Meksiku, a njegov nastavak studija u Europi je sponzorirao Teodoro A. Dehesa Méndez, guverner meskičke države Veracruz.
Rivera je od 1909. do 1921. godine živio u Europi gdje je prijateljovao s umjetnicima kao što su Chaim Soutine i Amedeo Modigliani. Slikao je u, tada jako novom, kubističkom stilu, te je upoznao i njegovog tvorca, Picassa. Imao je i vezu s ruskom slikaricom Mavernom (danas poznata kao prva ženska slikarica kubizma) iako je tada bio u braku sa slikaricom Angelinom Beloff. Ona mu je 13. studenog 1909. god. donijela na svijet djevojčicu imenom Marika Rivera, koja je kasnije postala filmska glumica.
Od 1916. naizmjence je boravio u Meksiku i Španjolskoj, te je imao više zabilježenih izložbi. Postaje član Komunističke partije Meksika 1922. godine i od tada, donekle inspiriran talijanskim freskoslikarstvom a dijelom soc-realizmom, počinje slikati murale sa socijalnim i nacionalnim temama u javnim zgradama grada Meksika. Oni će izvršiti veliki utjecaj na muralistički pokret u Meksiku i općenito u Latinskoj Americi. Tako npr. u njegovom prvom muralu u Nacionalnoj palači, "Stari Meksiko", prikazuje Asteke u boju, poljoprivredi i ritualnom obredu obožavanja sunca okruženog s dva prikaza Quetzalcoatla ispod kojih je piramidalni hram. Sveta figura koja sjedi ispred hrama neodoljivo podsjeća na Lenjina, te ne ostavlja sumnju da slika ima i političku poruku. Tako je Rivera na ovim muralima vješto komibinirao povijesni prikaz sa suvremenim temama, dok je u oblikovanju, pored jasnog utjecaja meksičkog narodnog slikarstva, ipak koristio kubističke forme.
Godine 1929. po treći put se ženi, ovog puta sa slavnom meksičkom slikaricom, Fridom Kahlo. Nakon atentata na generala Obregona i političkih promjena koje su uslijedile u Meksiku, nova vlada nije tolerirala dvosmislene političke poruke meksičkih muralista i oni su morali napustiti državu. Diego Rivera je sljedeće četiri godine bio vrlo aktivan u SAD-u, gdje će njegove komunističke teme izazvati velike polemike, osobito  "Čovjek na raskršću", mural s Lenjinovim portretom na Rockfellerovom centru u New Yorku iz 1933. god., koji je na kraju uklonjen.
Godine 1934. ponovo je oslikao isti mural, ali ovaj put u Palači likovnih umjetnosti (Palacio de Bellas Artes) u gradu Meksiku. Ova verzija je nazvana „Čovjek, upravitelj svemira“.
Njegova radikalna politička uvjerenja i napadi na crkvu i svećenstvo, učinili su ga kontroverznom figurom čak i u komunističkim krugovima, te je nakon antistaljinističkog djelovanja u Moskvi izbačen iz komunističke partije 1929. god. Lav Trocki, koji je također bio prognan iz SSSR-a zbog kritike Staljinova režima, je nekoliko mjeseci 1930-ih bio gost u kući Diega Rivere i Fride Kahlo, dok je bio u životnoj opasnosti od staljinista.
Rivera i André Breton su bili prvi koji su primijetili zastrašujuću sličnost u likovnom oblikovanju izložbi u nacionalnim paviljonima Nacističke Njemačke i SSSR-a tijekom Svjetske izložbe u Parizu 1937. godine. Svoja zapažanja Rivera je objavio u manifestu "Za neovisnu revolucionarnu umjetnost" 1938. godine.
Godinu dana nakon smrti Fride Kahlo, Rivera je oženio svoju menadžericu, Emmu Hurtado, 29. srpnja 1955. godine. Umro je 24. studenog 1957. godine u gradu Meksiku gdje je i sahranjen.
- Na muralu u Ministarstvu obrazovanja "Arsenal" u središte je smjestio mladu Fridu Kahlo (1922.)
- Povijest Meksika u predvorju Nacionalne palače u gradu Meksiku (1928.)
- Kuća Diega Rivere i Fride Kahlo u gradu Meksiku koju je dizajnirao arhitekt Juan O'Gorman 1930.
- Oslikani bareljefi iznad ulaza na Olimpijski stadion, Ciudad Universitaria u gradu Meksiku (1952.)